# Sur la dalle (roman)
Ne doit pas être confondu avec Sur la dalle (téléfilm).
Sur la dalle est un roman policier de Fred Vargas, paru en mai 2023 aux éditions Flammarion et mettant en scène pour la dixième fois le commissaire Jean-Baptiste Adamsberg.

## Résumé
La « dalle » évoquée par le titre est un dolmen situé en Bretagne, où se déroule l'action du roman. Jean-Baptiste Adamsberg y apporte son aide à la police locale pour démasquer un tueur en série qui sévit dans les environs de Combourg, lieu indissociable du souvenir de Chateaubriand.

## Ventes
Tous genres et tous types d'ouvrages confondus, Sur la dalle est le troisième livre le plus vendu en 2023 en France (derrière L'Iris Blanc l'album d'Astérix sorti cette année et Veiller sur elle). En outre, en se concentrant sur les romans, c'est le deuxième le plus vendu en France en 2023 (derrière le lauréat des Prix Goncourt et du Roman Fnac 2023 Veiller sur elle). De plus, il s'agit du polar le plus vendu de l'année en France.

## Édition
- Fred Vargas, Sur la dalle, éditions Flammarion, 2023  (ISBN 9782080420503), 520 pages.